# Incunable xilográfico

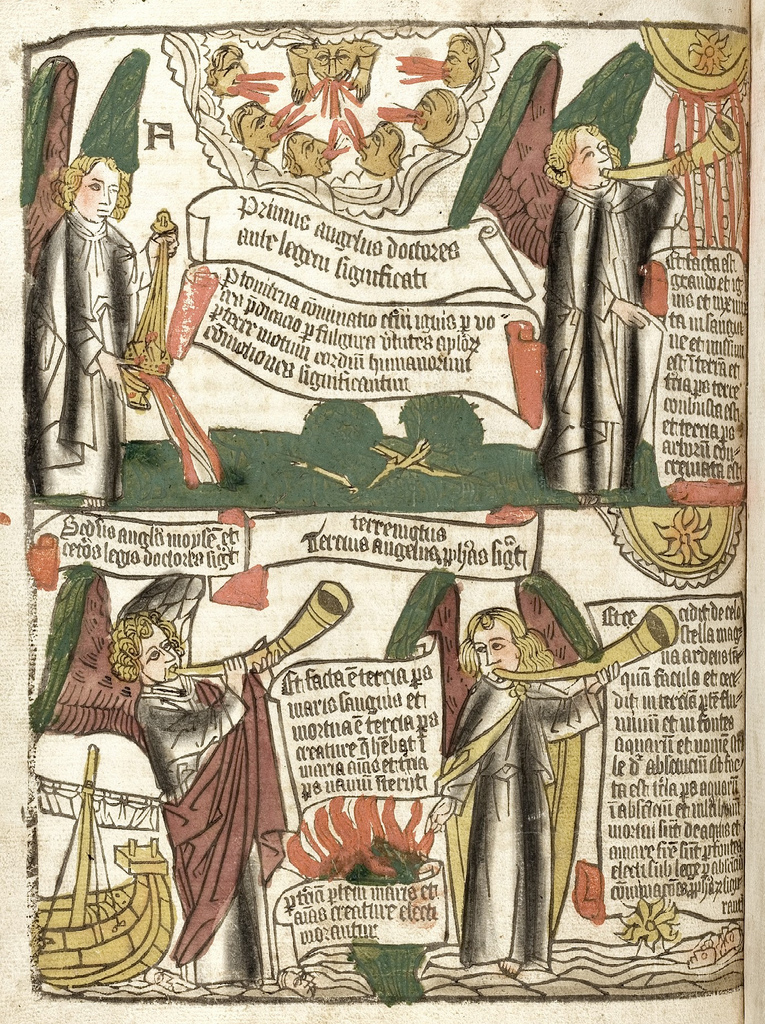
Página Apocalipsis.

Un incunable xilográfico, también llamados libros xilográficos, son libros cortos de 50 hojas como máximo, impresos en Europa en la segunda mitad del siglo XV como xilografías con tacos de madera tallados para incluir tanto texto como ilustraciones. 
El contenido de los libros era casi siempre religioso, dirigido a un público popular, y algunos títulos que se reimprimían a menudo en varias ediciones utilizando nuevos bloques grabados en madera. Aunque muchos habían creído que los libros de bloques precedían a la invención de la imprenta de Johannes Gutenberg de los tipos móviles en la primera parte de la década de 1450, ahora se acepta que la mayoría de los libros supervivientes fueron impresos en la década de 1460 o más tarde, y que las copias más antiguas pueden datar de alrededor de 1451. Parece que funcionaron como una alternativa popular barata al libro tipográfico, que todavía era muy caro en ese momento. Los grabados en madera de una única hoja, de las décadas anteriores, a menudo incluían pasajes de texto con oraciones, indulgencias y otros contenidos; el libro en bloque era una extensión de esta forma. Los libros incunables xilográficos son muy raros, algunas ediciones sobreviven en fragmentos, y muchos probablemente en absoluto.

## Descripción
Los libros xilográficos son libros cortos, de 50 hojas o menos, que se imprimieron en la segunda mitad del siglo XV a partir de bloques de madera en los que el texto y las ilustraciones fueron grabados. Algunos de estos libros, llamados «quiro-xilográficos» (del griego cheir (χειρ) «mano») contienen únicamente las ilustraciones impresas, con el texto añadido a mano. 
Algunos libros también se hicieron con las ilustraciones impresas a partir de xilografías, pero el texto impreso a partir de tipos de metal móviles, estas obras fueron considerados, como incunables xilográficos debido a su método de impresión —en una única cara de una hoja de papel— y su estrecha relación con los libros incunables «puros». Los libros se clasificaron como incunables, es decir libros impresos antes de 1501. El único ejemplo conocido hasta la fecha de una forma de incunable xilográfico que no contiene imágenes es el libro escolar de gramática latina tomado de Ars grammatica por el especialista en retórica que vivió en la época romana, Elio Donato.
Los incunables xilográficos estaban casi exclusivamente «dedicados a la propagación de la fe a través de imágenes y texto» e «interpretaban acontecimientos extraídos de la Biblia u otras fuentes del pensamiento religioso medieval». Las imágenes grabadas en madera eran muy significativas incluso para los analfabetos y semianalfabetos, y ayudaban a los clérigos y monjes predicadores a dramatizar sus sermones».

## Método de impresión
Los incunables xilográficos se imprimían típicamente como folios, con dos páginas impresas en una hoja completa de papel que luego se doblaba una vez para su encuadernación. Varias de estas hojas se insertaron entre sí para formar un conjunto de hojas, una o más de las cuales se cosieron para formar el libro completo.

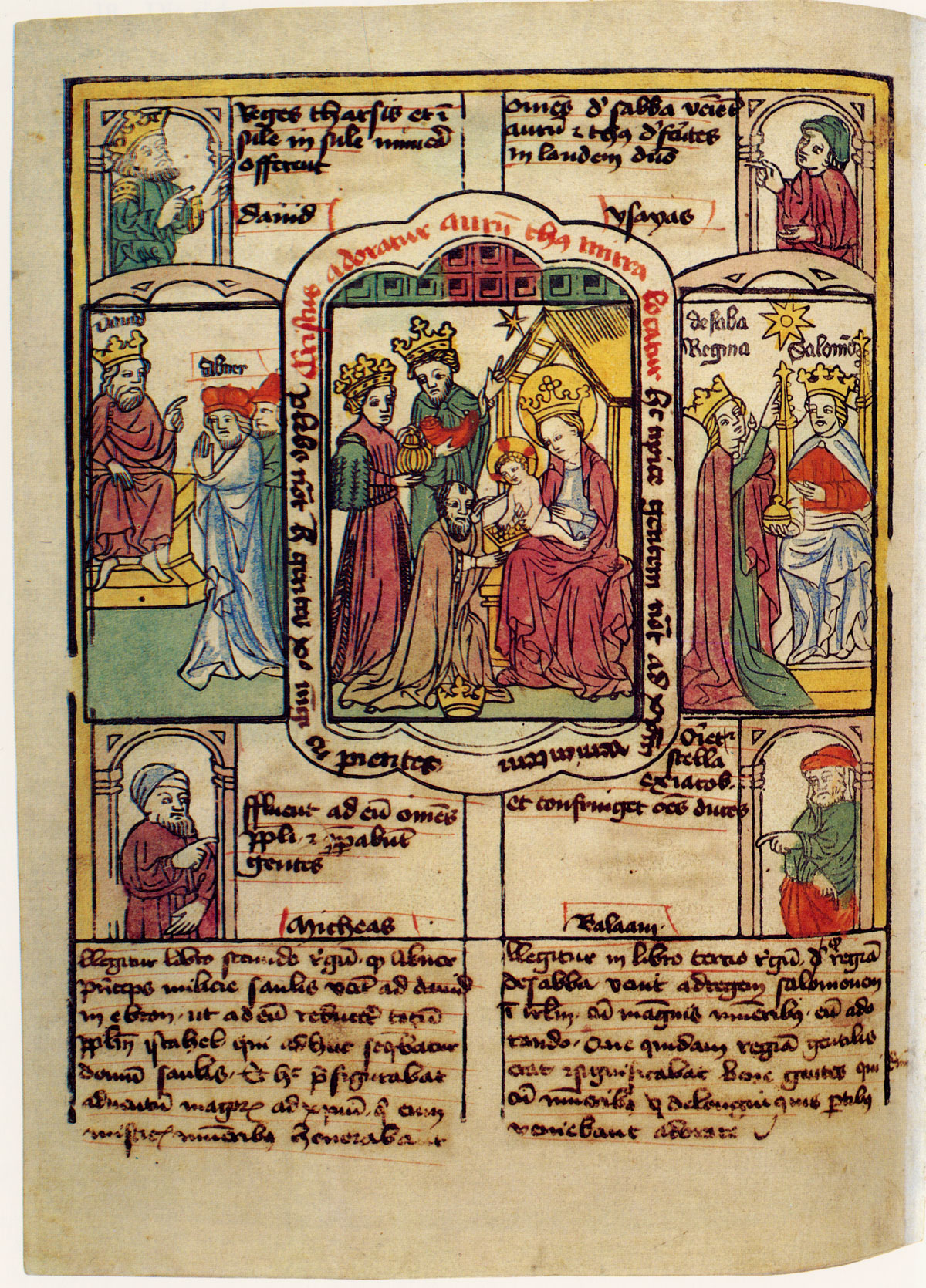
Biblia pauperum o «Biblia de los pobres», ilustraciones en xilografía con texto manuscrito.

Los primeros se imprimían por una cara del papel («anopistográfico»), usando una tinta marrón o gris, a base de agua. Se cree que se imprimían por fricción, en lugar de una prensa de impresión. La naturaleza de la tinta y/o el proceso de fricción no permitía la impresión en ambas caras del papel, de hecho, frotar el primer lado para imprimir el segundo dañaría el primero. Cuando se encuadernaban, las hojas de una cara producían dos páginas de imágenes y texto, seguidas de dos páginas en blanco. Las páginas en blanco se pegaban normalmente juntas, para producir un libro sin espacios en blanco —los chinos habían llegado a la misma solución del problema—. En la década de 1470, se introdujo una tinta a base de aceite que permitía la impresión en ambos lados del papel (opistografía) utilizando una prensa normal.
Estos libros a menudo se imprimían usando un único bloque de madera que llevaba dos páginas de texto e imágenes, o por bloques individuales con una página de texto e imagen. Las ilustraciones comúnmente se coloreaban a mano.
El uso de tacos de madera para imprimir esta clase de libros había sido utilizado por las culturas chinas y otras culturas de Asia Oriental durante siglos para imprimir libros, pero se cree que el desarrollo europeo de la técnica no se inspiró directamente en ejemplos asiáticos, sino que surgió de la xilografía única, que a su vez se desarrolló a partir de la impresión en tacos de madera sobre textiles.

## Fechas y lugares de impresión

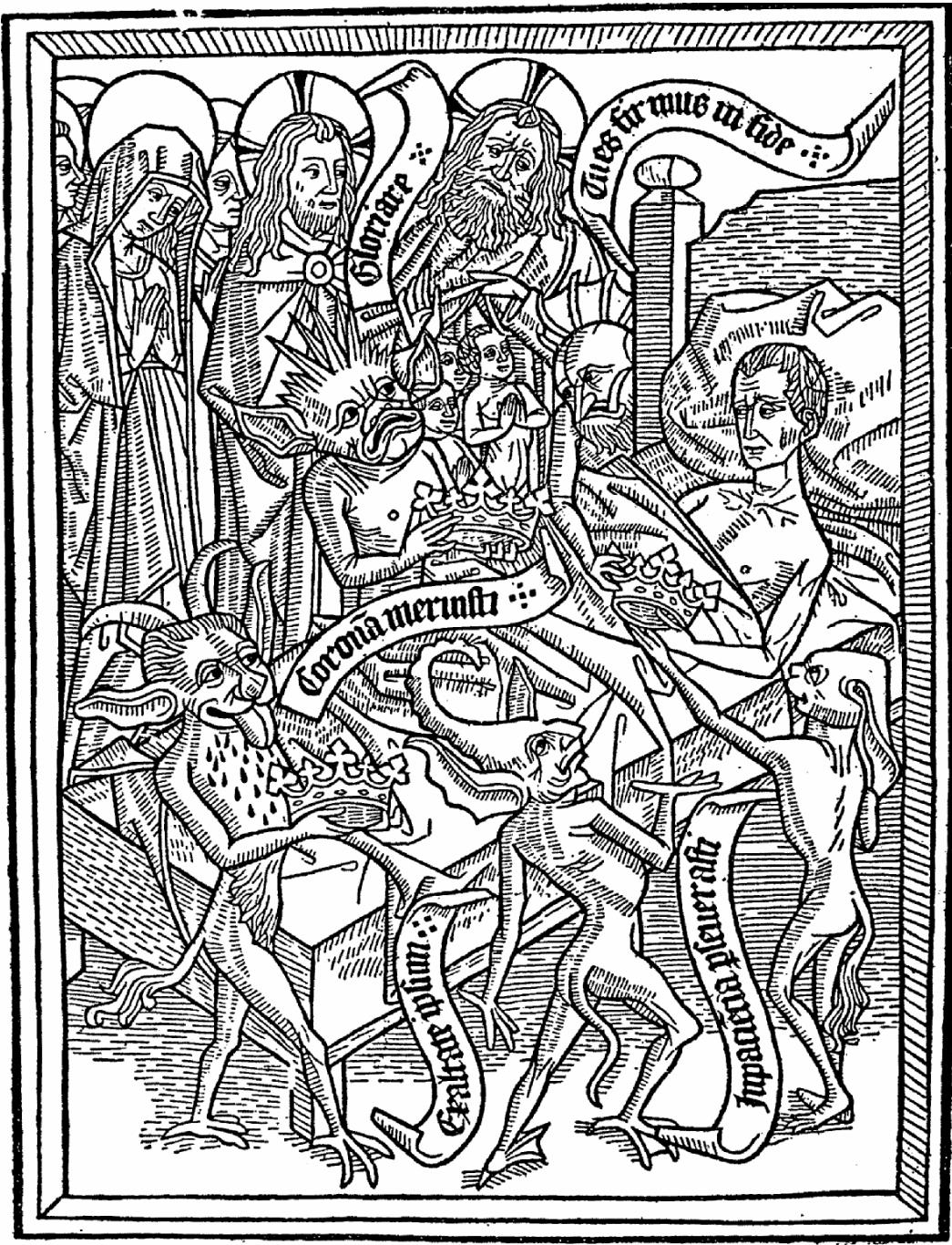
Ars moriendi, Países Bajos, c. 1460.

Los incunables xilográficos casi siempre están sin fecha y sin indicación de la imprenta o el lugar de impresión. Determinar su datación de impresión y el orden relativo entre las ediciones ha sido una tarea extremadamente difícil. En parte debido a su apariencia a veces tosca, se creía que estas obras databan de la primera mitad del siglo XV y que eran precursoras de la impresión con tipos de metal móviles, inventados por Gutenberg a principios de 1450. El estilo de las xilografías se usó para apoyar esas fechas tan tempranas, aunque ahora se entiende que pueden simplemente haber copiado un estilo más antiguo. Los primeros informes escritos relacionados con la «impresión» también sugieren, para algunos, fechas tempranas, pero son ambiguas.
Sin embargo, las anotaciones escritas de las fechas de compra y rubricación llevan a los estudiosos a creer que los libros se imprimieron más tarde. Wilhelm Ludwig Schreiber, un destacado estudioso de los libros xilográficos del siglo XIX, llegó a la conclusión de que ninguno de los ejemplares supervivientes podía datarse antes de 1455-1460. Allan H. Stevenson, comparando las marcas de agua en el papel usado en los cuadernos con las marcas de agua en los documentos fechados, concluyó que el «apogeo» de los cuadernos era la década de 1460, pero que al menos uno databa de alrededor de 1451.
Los libros xilográficos impresos en la década de 1470 eran a menudo de calidad más baja. Estos libros continuaron siendo impresos esporádicamente hasta finales del siglo XV. Se conoce un incunable xilográfico de alrededor de 1530, consta de una colección de imágenes bíblicas con texto, impreso en Italia.
Se cree que la mayoría de los primeros libros xilográficos se imprimieron en los Países Bajos, y los posteriores en el sur de Alemania, probablemente en Nuremberg, Ulm, Augsburgo y Schwaben, entre otros lugares.

## Textos
Un censo de 1991 de ejemplares supervivientes de incunables xilográficos identifica 43 «títulos» diferentes —algunos de los cuales pueden incluir textos diferentes—. Sin embargo, un pequeño número de textos fueron muy populares y juntos representan la gran mayoría de los ejemplares supervivientes de libros xilográficos. Estos textos se reimprimieron muchas veces, a menudo utilizando nuevas xilografías que copiaban las versiones anteriores. Es generalmente aceptado que el Apocalipsis fue el primer libro en bloque, una edición de la cual Allan H. Stevenson data de c. 1450-1452. La siguiente es una lista parcial de los textos, con algunos enlaces a las copias digitalizadas en línea:

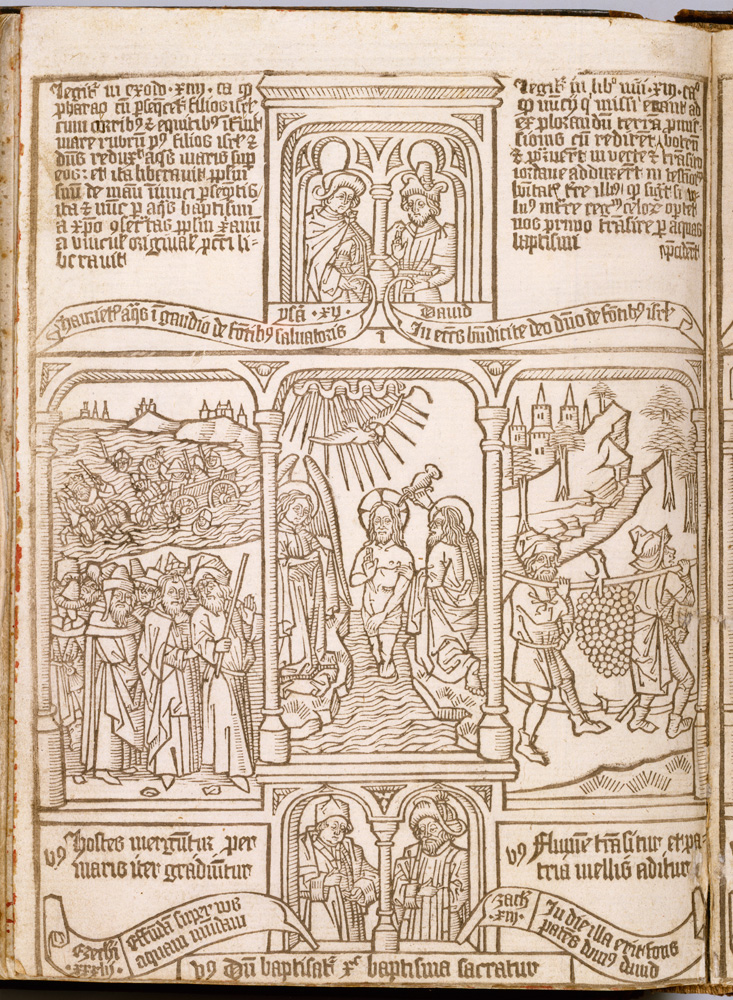
Biblia pauperum.

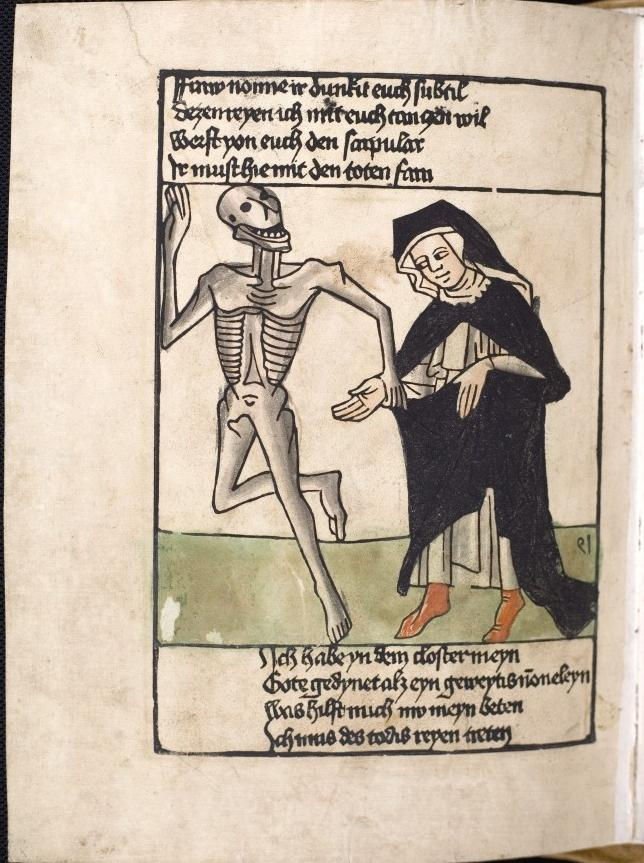
Danza de la muerte de Heidelberg.

- Apocalipsis, que contiene escenas y textos del Apocalipsis y la vida apócrifa de San Juan.[16]
  - Alemania, 1450–1452, Cambridge Digital Library.
  - Países Bajos, 1465-70, Bavarian State Library.
  - Alemania, 1468-70,  Bavarian State Library.
  - Alemania, 1468-70, Bavarian State Library.
- Ars Memorandi per figuras evangelistarum, un trabajo anónimo con imágenes mnemotécnicas de eventos en los Cuatro Evangelios.
  - Sur de Alemania (?), después de 1470?, Bavarian State Library.
  - Sur de Alemania (?), después de 1470?, Bavarian State Library.
  - Sur de Alemania (?), posiblemente Nuremberg o Schwaben, c. 1470-75, Bavarian State Library.
- Ars moriendi, el «Arte de morir», ofreciendo consejos sobre los protocolos y procedimientos de una buena muerte.[17] La primera edición de esta obra ha sido llamada «la gran obra maestra de los cuadernos holandeses».[18]
  - Países Bajos, c. 1465, Library of Congress.
  - Sur de Alemania, posiblemente Ulm, c. 1475, Bavarian State Library
- Biblia pauperum o «Biblia de los pobres», una comparación de las historias del Antiguo y Nuevo Testamento con imágenes, «probablemente destinadas al pobre (o menor) clero más que al pobre laico (o al inexperto)».[19]
  - Netherlands or Niederrhein, 1460-65, Schweinfurt, Bibliothek Otto Schäfer.
  - Netherlands, 1460-63, Schweinfurt, Bibliothek Otto Schäfer.
  - Nuremberg, 1472, Biblioteca Estatal de Baviera.
- Cantar de los Cantares.[20]
  - c. 1469-70, Biblioteca Estatal de Baviera. (enlace roto disponible en Internet Archive; véase el historial, la primera versión y la última).
  - c. 1469-70, Biblioteca Estatal de Baviera. (enlace roto disponible en Internet Archive; véase el historial, la primera versión y la última).
- Aelius Donatus Ars minor, un texto popular de las partes del discurso y la única obra exclusivamente textual que se imprime como un libro incunable xilográfico.
  - Rheinland (?), Antes de 1475 ?, Biblioteca Estatal de Baviera.
- Exercitium Super Pater Noster, que contiene grabados en madera y textos que interpretan la oración del Señor.[21][22]
- Speculum Humanae Salvationis o «Espejo de la salvación del hombre». Solamente se imprimió una edición de libro incunable puro; otras ediciones tienen el texto impreso por tipo de metal, pero impreso únicamente en un lado del papel.[23]
  - Países Bajos, c. 1468-79, Biblioteca Estatal de Baviera.
- Danza de la muerte, que representa esqueletos danzantes que aparecen ante sus víctimas de diversas clases, oficios y profesiones, fue el tema de algunos incunables, el más famoso de los cuales se encuentra en la Universidad de Heidelberg.[24][25]
  - Sur de Alemania (?), 1465-60 (?), Biblioteca Estatal de Baviera.
- La fábula del león enfermo.[26]
- Otros trabajos
  - Además de los textos anteriores, los incunables xilográficos incluyen algunos calendarios y almanaques.[27]

## Colecciones
Debido a su naturaleza popular, pocas copias de los incunables xilográficos sobreviven hoy en día, muchas de ellas únicamente existen en copias únicas o incluso en fragmentos. Los libros xilográficos han recibido un intenso estudio académico y muchos de ellos han sido digitalizados y están disponibles en línea.
Las siguientes instituciones tienen importantes colecciones de libros incunables xilográficos, —el número de ejemplos incluye fragmentos o incluso hojas sueltas y se ha tomado de Sabine Mertens y otros, Blockbücher des Mittelalters, 1991, pp. 355 a 395, excepto cuando una nota de pie de página proporciona otra fuente—:
- Biblioteca Nacional de Francia, París. 49 ejemplos.
- Biblioteca Estatal de Baviera, Munich. 46 ejemplos.46 examples.
- Biblioteca Británica, Londres. 44 ejemplos.
- The Morgan Library & Museum, Nueva York. 24 ejemplos.
- Museo Estatal Kupferstichkabinett (Sala de impresión), Berlín. 20 ejemplos.
- Biblioteca Universitaria John Rylands, Manchester. 17 ejemplos.
- Biblioteca Nacional de Austria, Viena. 16 ejemplos.
- Biblioteca de la Universidad de Heidelberg. 12 ejemplos.
- Rijksmuseum, La Haya. 11 ejemplos.
- Bibliotheca Augusta, Wolfenbüttel. 11 ejemplos.
- Colección Lessing Rosenwald en la Biblioteca del Congreso de Estados Unidos. 10 ejemplos.[28]
- Biblioteca de la Universidad Ludwig Maximilian, Múnich. 10 ejemplos.
- Biblioteca Bodleiana, Oxford. 8 ejemplos. Archivado el 3 de marzo de 2016 en Wayback Machine.[29]
- Biblioteca de Catalunya, Barcelona. Tres bloques de madera utilizados para imprimir libros de bloques del siglo XVI y un toro impreso.[30]